# Joan Coma Sararols
Joan Coma Sararols (Barcelona, 1877 - 1959) fou un dirigent esportiu català.
Va ser president de la Federació Catalana d'Atletisme de 1928 al 1929, durant el seu mandat es va inaugurar l'Estadi de Montjuïc, pel qual tant havia lluitat l'atletisme català, i el Club Femení d'Esports, fundat el 14 d'octubre de 1928, va ser la primera entitat femenina que es va afiliar a la federació. El desembre de 1931, va ser elegit president del FC Barcelona i durant el seu mandat el club va patir una greu crisi econòmica i esportiva, una davallada important de socis i la marxa de moltes de les seves figures, com Josep Samitier, que va anar a parar al Reial Madrid, i es va veure obligat a dimitir el 16 de juliol de 1934.